# Alfredo Taján
Alfredo Taján (Rosario, Santa Fe, Argentina, 1960) es poeta, novelista, narrador, crítico de arte y gestor cultural.

## Biografía
Establecido en Málaga a principios de los años setenta, se licenció en Derecho por la Universidad de Granada. Editor de las revistas de actualidad cultural Nefelibata (1983/1985), Bulevar (1987/1990) e Imágenes Alteradas (1989/1992). Durante los años 1992 y 1999 dirigió, con Pedro Pizarro, las Jornadas de Arte Contemporáneo en Málaga en el marco de las cuales se organizaron las exposiciones de Xul Solar, Emilio Pettoruti, Candida Höffer, Jaume Plensa, Bola Barrionuevo, y diversas colectivas de creadores emergentes, hoy consagrados. En 1993 se alzó con el Premio Juan March por su novela El salvaje de Borneo, para después, en 1996, obtener el Premio Café Gijón por la novela El pasajero, publicada en Ediciones Destino el año siguiente. Este mismo año colaboró en la adaptación de la obra teatral de D´Annunzio El Martirio de San Sebastián para La Fura dels Baus. Sus siguientes novelas fueron Continental & Cía (Espasa Calpe, 2001) y La Sociedad Transatlántica (Destino, 2005). 
En 2010 obtuvo el Premio Ciudad de Salamanca de Novela por su libro Pez Espada (Ediciones del Viento, abril de 2011). 
Como poeta es autor de los siguientes títulos: Golpe de Estado en Mombassa (1982), La traición de Erasmo (1985), Náufrago ilustrado (1992), Noche dálmata (1997) y Naumaquia (2010, ediciones Alfama). 
Es colaborador habitual en prensa y revistas especializadas de Arte y Literatura y dirigió desde noviembre de 2004 
el Instituto Municipal del Libro de Málaga (IML), desde donde realizó una intensa labor de promoción cultural y fomento de la lectura.
En enero de 2016 dejó la gerencia del Instituto Municipal del Libro de Málaga al disolverse la entidad en virtud del pacto de legislatura entre el Partido Popular y Ciudadanos. A partir de junio de este mismo año es nombrado presidente de la Asociación de estudios cocteaunianos que, desde Marbella, desarrolla una serie de actividades culturales en torno al artista Jean Cocteau que vivió en dicha ciudad el año 1961.
En 2018, Taján coordinó un número especial de la revista Litoral: Torremolinos. De pueblo a mito. «Cuando los dinosaurios dominaban la tierra —escribe Alfredo Taján, editor de este número especial—, Torremolinos ya existía y se comunicaba con los dioses del Olimpo». Y así fue, este mágico enclave sedujo a los dioses por su fastuosa ambigüedad enrocada en arenas blancas sobre las que, desde hace un siglo, toman el sol iguanas, lagartos y lagartas de distinta condición y territorio, todas extasiadas e inmóviles. La villa atrajo a dioses y a viajeros, o a ambos a la vez. Diamante en bruto de la costa sur mediterránea, reza la consigna de un colorido cartel del Ministerio de Información y Turismo, editado en el 73. Desde el principio de los tiempos, radiantes astros han iluminado la peculiar hoja de ruta de este Torremolinos que veremos transformarse de pueblo a mito, y que ahora usted, lector, va a visitar nada más empuje la puerta y disfrute de un riguroso compendio de mentiras que no dicen sino la verdad. Le aseguramos que va a descubrir la constelación de circunstancias que transformaron a una pequeña localidad de la Costa del Sol en el refugio de un nomadismo cosmopolita que se topó con aquel Eldorado que daba por perdido y que terminó convirtiéndose en uno de los destinos más liberticidas, sun, sea and sex a mansalva, del turismo internacional", según sus editores.
En 2019, Taján publicó un volumen dedicado a Cleopatra VII en la colección Mujeres en la historia, del diario El País. En Cleopatra VII. Enigma, mito y realidad, Alfredo Taján reivindicaba a la que considera "una mujer excepcional" que "fue el chivo expiatorio de unos cronistas pagados por el lado vencedor que falsearon su figura hasta convertirla en la gran meretriz de Oriente". 
Desde enero de 2019, Alfredo Taján es responsable la Casa Gerald Brenan en Churriana, un espacio municipal del Ayuntamiento de Málaga que alberga un dinámico centro de actividades culturales en donde, desde 2014, se han venido realizando ya más de un centenar de conferencias, tres congresos internacionales, talleres para adultos y para niños, el Club de Lectura Gerald Brenan, medio centenar de recitales y lecturas dramáticas, más de una veintena conciertos, siete exposiciones, visitas guiadas, proyección de películas y documentales y cursos universitarios.

## Obra

### Poesía
- Golpe de Estado en Mombasa (1983)
- La Traición de Erasmo (1986)
- Náufrago ilustrado (1992) Endymión
- La Ciudad del limbo (1998) Miguel Gómez Ed.
- Noche dálmata (1997) Huerga y Fierro
- Lento declinar de las especies (2009) Escuela Superior de Mérida
- Naumaquia (2010) Ed. Alfama
- Nueva Usura (Poesía esencial, 1983-2014) Edición de Luis Alberto de Cuenca Ed. Renacimiento

### Narrativa
- El salvaje de Borneo (1993) Premio Juan March, 1ª Edición, Bitzoc, Fondo de cultura Económica; 2ª Edición, Editorial Paréntesis (2010)
- El Pasajero (1997) Premio Café Gijón, Ediciones Destino, tres ediciones
- Continental & Cía (2001), Espasa Calpe (colección Narrativa)
- La Sociedad Transatlántica (2005) Ediciones Destino
- Pez Espada (2011) Premio Ciudad de Salamanca. Ediciones del Viento
- Cleopatra VII (2019) Colección Mujeres en la historia, El País
- El retrato de Doris Day (2020) Editorial Renacimiento

## Pez Espada
Pez Espada (Premio de Novela Ciudad de Salamanca), es una novela cuya trama, cargada de intrigas, se desarrolla entre finales de la década de los cincuenta y principio de los sesenta, los años en que la Costa del Sol fue el edén dorado de los turistas internacionales [...]
En Pez Espada se mezclan seres de carne y hueso, como Frank Sinatra, los Duques de Windsor, Jean Cocteau, Perón y su esposa, el Conde de Barcelona, Ana de Pombo, Lord Willoughby, Brian Epstein o John Lennon, con personajes anónimos que recrean una atmósfera en la que se desarrolla una trama de espionaje, traiciones o falsas lealtades, donde nada ni nadie es lo que parece y donde el llamado Contubernio de Múnich se constituye en uno de los ejes de un argumento trepidante repleto de sorpresas.

## El retrato de Doris Day
El retrato de Doris Day (Renacimiento, 2020), es un volumen de relatos cuya primera edición se publicó en octubre de 2020. "El cadáver de un travesti yace incólume en un bungaló de El Vedado habanero. Cristóbal Reyes, periodista opositor al general Stroessner, comprueba el mortífero alcance de su Olivetti. La pareja protagonista de un exitoso culebrón mezcla fábula y realidad, aves mitológicas preceden a vampiros ilustrados, un hotel decó cobija a extraños huéspedes que beben gélidos vinos transparentes, un gestor cultural halla un manuscrito de María Rosa de Gálvez. En estos cuentos se enmascaran fantasmas versallescos, resucita la sangrienta Erzsébeth Báthory, o aparece el espectro de la Quinta Reina. También, en una sarcástica nivola, titulada La Agenda Secreta, el MI6 obliga al mejor de sus espías a cambiar de género. Este viaje finaliza con tres piezas que se dan la mano: el arte plástico, Dorian Gray y Pierre Menard. Alfredo Taján atrapa al lector gracias a la belleza enigmática que late detrás de sus obsesiones históricas y literarias. Como indica en el prólogo Juan Bonilla: «Este escritor se metamorfosea sin dejar de mantener una voz propia. Unánime y plural, Taján es una muchedumbre, y a eso se dedica, a buscar los latidos de ese torrente y a encapsularlos en piezas tan exquisitamente talladas como las que aquí reúne y dan fe de una de las voces más personales, lúdicas y cultas, de nuestra narrativa», según lo describe la editorial. 
```
  
```

«Es una combinación original y reveladora, entre otras cosas porque la mirada del autor no se muestra complaciente ni meramente nostálgica [...] Los personajes todos se caracterizan por su ambigüedad y por un comportamiento poco previsible, que favorece la sospecha y los equívocos, dado que nadie muestra del todo sus cartas y cualquiera puede ser un traidor o un agente doble.»  Ignacio Garmendia